# セルゲイ・イワノフ
セルゲイ・ボリソヴィチ・イワノフ（ロシア語: Серге́й Бори́сович Ивано́в, ラテン文字転写: Sergei Borisovich Ivanov, 1953年1月31日 - ）は、ロシアの軍人、政治家。ウラジーミル・プーチン政権で第4代ロシア連邦国防相を務め、ロシア連邦大統領府長官、第9代ロシア連邦安全保障会議書記、ロシア連邦第一副首相、副首相などの役職を歴任している。ソ連国家保安委員会（KGB）の元諜報員であり、軍人としての最終階級は予備役大将である。

## 概要
イワノフはソ連国家保安委員会（KGB）出身の典型的なシロヴィキであり、ウラジーミル・プーチンの側近として第一次プーチン政権において、2001年3月28日から2007年2月15日までロシア連邦国防大臣を務め、メドヴェージェフ政権に移行したのちも2011年12月22日から2016年8月12日までロシア連邦大統領府長官を務めた。祖国功労勲章を受勲者でもある。

## 経歴

### 生い立ち
1953年1月31日にソビエト連邦のロシア・ソビエト連邦社会主義共和国のレニングラード（現在のサンクトペテルブルク）に誕生する。1975年にレニングラード大学文学部翻訳学科及び同大学付属軍事学科を卒業した。同期に後の大統領となるウラジーミル・プーチンがおり、プーチンとイワノフは同郷でレニングラード大学同窓でもあり、これは後にイワノフがプーチンの側近として重用される重要な出自となる。

### KGBでの勤務

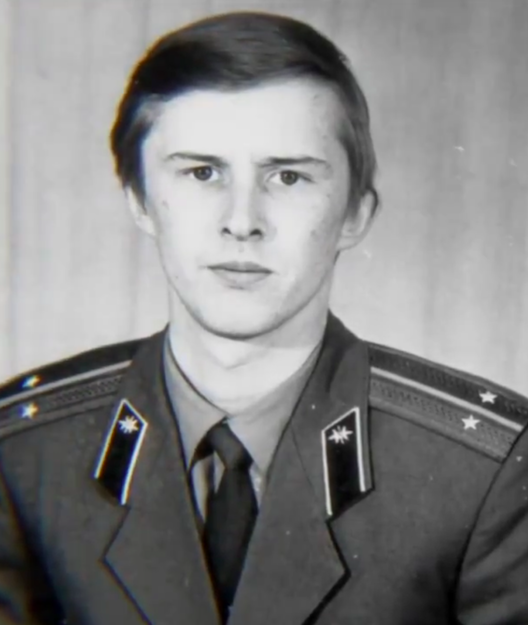
KGB中尉の制服を着用したイワノフ

1976年にソビエト連邦国家保安委員会（KGB）ミンスク高等課程を修了し、KGBレニングラード局で勤務し、プーチンと同じ部署で働いていた。その後KGB第1総局（対外諜報）に移り、第101学校を卒業。1981年に2等書記官として駐ロンドンソビエト大使館に勤務したが、1983年にスパイ容疑で国外追放された。その他にKGBではフィンランドで対外諜報活動を行っていた。その後はケニアに転任させられたが、後のイワノフの証言によると、この人事異動には後にロシアの反体制派としてイギリスへ亡命するオレグ・ゴルディエフスキー大佐が関わっていたという。なおKGBに所属していたため、ソ連共産党に入党していた。
ソ連崩壊後はKGBの解体に伴い、ロシア対外情報庁（SVR）に移り、欧州局第一副局長を務めた。プーチンがロシア連邦保安庁長官に就任すると、1998年8月にはFSB次官/分析・予測・戦略計画部長に登用された。

### 政界入り
以後イワノフはプーチンと共に出世した。プーチンが1999年8月にロシア連邦首相に就任すると、同年11月にロシア連邦安全保障会議書記に就任する。なお2000年11月9日、現役軍人として退役し、予備役に移籍した。

#### 国防大臣就任
プーチンがロシア連邦大統領に就任すると、2001年3月に国防大臣に任命される。ソ連時代も含めてトロツキーを除き、ロシアでは陸相・海相・国防相は現役の軍人が務めていたが、イワノフは史上初の文民のロシア連邦国防相である。だがイワノフは2000年11月までは職業軍人であったため、あくまで元軍人であり、真の文民とは言えない。
ロシア連邦国防相としてはロシア連邦軍にこれまでの徴兵制を改めて志願制を導入し、人員の削減による質的向上を図ろうとした。また巡航ミサイルを中心とする戦略兵器の削減に意欲的であるとされる。また、他に北朝鮮が核兵器保有宣言をしたことに対して、イワノフは2005年2月13日にドイツのミュンヘンで開かれた閣僚会議でロシア連邦を代表して演説し、北朝鮮の選択は誤りであると批判した。同時に北朝鮮に核拡散防止条約に留まり、6カ国協議に戻るように求めた。
2006年1月、イワノフはウラル地方の軍事基地で発生した残虐なイジメ事件に対する軽率な対応について批判を受けた。この事件の被害者であるアンドレイ・シチョフは、激しい暴行により脚と性器を切断された。イワノフの国際的な軍事・政治問題に関する発言の率直さは、時折欧米諸国の聴衆を困惑させたが、彼の政治的立場は穏健であり、経済問題に関してはリベラルであった。
2006年12月15日、イワノフは、11月にロンドンで毒殺され、元KGB・FSB諜報員のアレクサンドル・リトビネンコについて、外国記者団に対し、「私たちにとって、リトビネンコはまったくの無名の人物であり、彼が死の床で何を言ったか、何を書いたかは私たちにはまったく関係がなかった」と述べている。同じく元KGB諜報員のユーリ・シュヴェッツ少佐によると、リトビネンコの暗殺にイワノフが関与していることを立証する書類をまとめていたが、その後シュヴェッツも謎の死を遂げた。

#### 副首相就任
その後2005年11月14日から第2次フラトコフ内閣において副首相（安全保障担当）を兼務する。2006年3月20日には、ロシア連邦政府付属軍事産業委員会の委員長に就任した。2007年2月15日には国防相を解任されたが、第一副首相（専任）に昇格し、軍事産業だけで無く航空産業・ナノテクノロジー・交通といった民間産業の育成を担当した。
イワノフはロシア連邦大統領補佐官のヴィクトル・イワノフとともに、プーチンの側近中の側近であり、同格となったドミートリー・メドヴェージェフ第一副首相とともに2008年の大統領選挙において、プーチンの大統領任期が切れた後の有力な後継候補と目されていた。
2007年12月10日、統一ロシア、公正ロシア党、農業党、市民勢力の各党の会議において、「プーチン後継者」としてメドヴェージェフが指名され、統一ロシアに関しては12月17日の党大会で正式に決定され、イワノフもメドヴェージェフへの支持を表明した。
2007年12月10日にプーチンは後継の大統領候補に同郷であるメドヴェージェフを指名し、下馬評では旧KGB人脈のイワノフを予測する声が比較的多く見られた。また世論調査においてもイワノフ、比較的高い支持率を得ていた。
2008年5月7日にドミートリー・メドヴェージェフ政権が発足し、5月8日にウラジーミル・プーチンが首相に就任した後もプーチンによって副首相に指名され、内閣に留任した。その後2011年12月22日にメドヴェージェフ大統領によってロシア連邦下院議員に転身したセルゲイ・ナルイシキンの後継として大統領府長官に任命され、ロシア・ウクライナ戦争における強硬な立場と西側諸国に対する強硬姿勢で知られ、シリア内戦におけるロシア軍の軍事介入を後援する役割を果たしたが、2016年8月12日に解任されたた。イワノフの一身上の都合と説明されたが、実質的な解任とも報じられた。イワノフの退任後はアントン・ヴァイノが受け継ぎだ。プーチンによるイワノフの解任は、イワノフのような年配の側近を、ヴァイノのような若手の忠実な支持者に置き換えるプーチンの意図があった。解任後は大統領令により自然保護活動・環境問題・交通運輸担当の大統領特別代表に任命され、極東のヒョウの保護を目的とした「ユーラシア極東のヒョウ保護センター」の設立を提唱した。 
2017年4月より、国営企業「ロステック」の監督委員会の委員を務めた。同年10月18日には、店舗でのポリエチレン袋に環境税を導入する提案をした。

### 北方領土訪問
北方領土を4度訪問している。2014年9月24日に択捉島を訪問し、イトゥルップ空港を視察した。日本政府は菅義偉内閣官房長官が記者会見で遺憾の意を表明した が、イワノフは9月25日に記者団に対して、「これは儀式的な踊りのようだ。私がそこへ行くと遺憾を耳にする... そして私はまたそこへ行く」と語った。

### 制裁
2014年3月、ロシアによるクリミアの併合及び「クリミアでの違法な住民投票の実施」に関与したとして、アメリカは「ロシアの官僚および政治指導者」を対象とした制裁リストにイワノフを追加した。
2022年2月24日、イワノフはカナダによる「政権の側近」を対象とした制裁リストに追加された。また、イワノフは、アメリカが「プーチン大統領の側近であり影響力のあるロシア人」を対象とした制裁リストに息子のセルゲイと共に追加された。アメリカ国務省は、「プーチン大統領に近いロシアのエリートたちは、ロシア国家の略奪、自身の富の蓄積、家族のメンバーの地位向上に大統領との近さを利用している」と指摘している。
同年2月25日、ロシアがウクライナに侵攻した後、イワノフは欧州連合（EU）の制裁リストに追加された。この措置についてEUは、イワノフがウクライナのドンバスの2つの自称共和国を即時承認することを支持したと主張している。また同様の理由により、イギリス 、スイス、オーストラリア、ウクライナ、日本、及びニュージーランド の制裁リストに追加された。

## 評価
2006年初頭、ジャーナリスト兼作家のドミトリー・ビコフは次のように指摘した。
アメリカ合衆国国務長のコンドリーザ・ライスは、自伝『最高の名誉』の中で、イワノフの人物像を次のように描写している。

## 人物

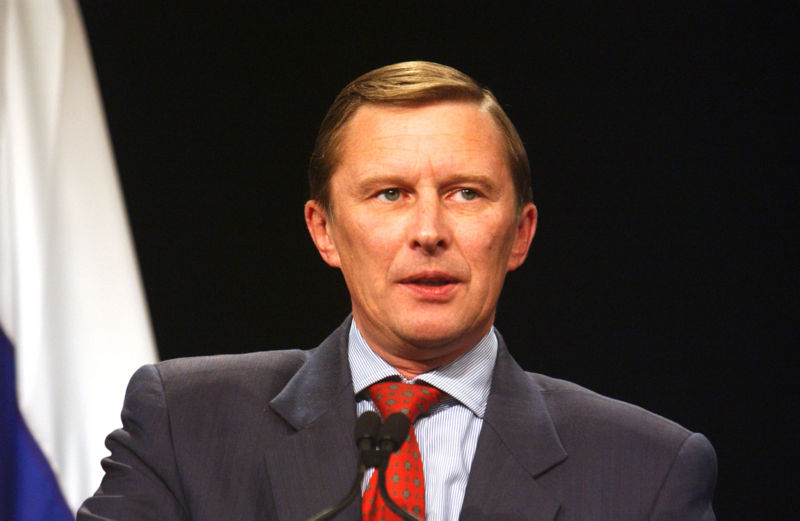

- 妻のイリーナは1953年生まれでモスクワ出身で、経済学の学位を取得している。息子はアレクサンドル（1977年～2014年）とセルゲイ（1980年生まれ）の二人である。
- 英語とスウェーデン語を流暢に話し、ノルウェー語とフランス語も少し話せる。
- 余暇は釣りと散歩で過ごし、原語で探偵小説を読むのを好む。
- ソ連時代からの政治エリートでありながら、10代の頃には当時禁制であったビートルズのファンであったことを2003年にポール・マッカートニーが赤の広場で行ったコンサートの際にインタビューで答え、このコンサートにもプーチン大統領と伴に来場した。
- バスケットボールの愛好家であり、バスケットボール統一リーグの創設者の一人であり、2008年の設立以来同リーグの会長を務め、2014年からは名誉会長に就任している。またバスケットボールのCSKA（ロシア陸軍中央スポーツクラブ）の試合を定期的に観戦し、軍人チームのアイスホッケーやサッカーの試合も観戦している。
- 公式データによると、イワノフの所得は2011年時点で631万ルーブルであり、2014年には1620万ルーブルに上がったが、2015年には1030万ルーブルに下がった[29][30]。
- 小泉内閣発足以前に日の出の勢いを誇っていた鈴木宗男はイワノフをプーチン政権最大のキーパーソンと位置付けており、早い段階で接触を図っていた。
- 軍人としての現在の階級は予備役大将である。

## 息子の事件
イワノフの長男アレクサンドルは、2005年5月20日にモスクワのロバチェフスキー通りで、フォルクスワーゲン・ボーラを運転中に交通事故を起こし、横断歩道を渡っていた68歳のスヴェトラーナ・ベリゼを死亡させた 。11月21日にアレクサンドルに対する刑事事件には、犯罪性はないとして取り下げられた。専門家は、ドライバーのアレクサンドルは飲酒もしていなく、速度超過もしていなかったとし、彼がは技術的に、歩行者であるべリゼを轢くことを防ぐことができなかったと結論付けた。国家院議員のヴィクトル・ポフメルキンは、「刑事事件の取り下げは疑わしい」と述べているが、アレクサンドルの父イワノフは、息子の事件取り下げには何の関与もしていないと主張している。なお事件を起こしたアレクサンドルは、UAEで娘と海で泳いでいた際に溺れ死亡した。

## 勲章
二等「祖国に対する貢献に対する」勲章・「国家の国防能力と安全の強化への大きな個人的貢献に対する」勲章・カザフスタンの「ドストゥイク」（友好）勲章を受章。